# Biak Muli Baru
Biak Muli Baru is een bestuurslaag in het regentschap Aceh Tenggara van de provincie Atjeh, Indonesië. Biak Muli Baru telt 491 inwoners (volkstelling 2010).